# 窑头镇
窑头镇，是中华人民共和国江西省吉安市万安县下辖的一个乡镇级行政单位。

## 行政区划
窑头镇下辖以下地区：
窑头社区、窑头村、夏坪村、阳城村、通津村、鲁下村、城江村、坪头村、田南村、横塘村、连源村、剡溪村、坛口村、流芳村和八斗村。